# Щербинин, Федот Алексеевич
Федо́т Алексе́евич Щерби́нин (14 марта 1910 — 26 апреля 1945) — командир башни танка 2-й танковой роты 114-го танкового полка (7-й гвардейский кавалерийский корпус, 1-й Белорусский фронт), гвардии старший сержант. Герой Советского Союза.

## Биография
Родился 14 марта 1910 года в селе Манино в крестьянской семье. Окончил курсы ликбеза. Работал председателем колхоза.

#### Великая Отечественная война
В Красную Армию призван в феврале 1943 года Калачеевским РВК Воронежской области. С июня 1943 года воевал на Брянском, Центральном, 1-м Белорусском фронтах.
Отличился в январе 1945 года во время наступательных боёв на реке Пилица и за населённый пункт Каролинув.
Указом Президиума Верховного Совета СССР от 24 марта 1945 года за образцовое выполнение боевых заданий командования на фронте борьбы с немецкими захватчиками и проявленные при этом отвагу и геройство гвардии старшему сержанту Щербинину Федоту Алексеевичу присвоено звание Героя Советского Союза с вручением ордена Ленина и медали «Золотая Звезда».
24 апреля 1945 года в бою за Гросс-Бенитц Щербинин в числе первых ворвался в населённый пункт, уничтожил 1 пушку, 4 мотоцикла, один дзот и до 30 немецких солдат и офицеров. В том бою Щербинин получил тяжёлое ранение.
Умер от ран 26 апреля 1945 года. Похоронен на братском кладбище в Бернау (Германия).

## Награды
- Медаль «Золотая Звезда» (24.03.1945)[2];
- орден Ленина (24.03.1945);
- орден Отечественной войны I степени (16.05.1945)[4];
- медаль «За отвагу» (19.07.1943[8]; 23.08.1943[9]).

## Память
- Бюст Героя Советского Союза Ф. А. Щербинина установлен в селе Манино[10].
- В городе Калач на аллее Славы установлен барельеф Героя.